# Mattias Özgun
Mattias Özgun, född 27 januari 1998, är en svensk fotbollsspelare som spelar för Enköpings SK.

## Karriär
Özguns moderklubb är Syrianska IF Kerburan. I augusti 2014 gick han till IF Elfsborg.
Den 28 mars 2019 lånades Özgun ut till Degerfors IF. Özgun gjorde sin Superettan-debut den 6 april 2019 i en 2–1-vinst över Jönköpings Södra, där han blev inbytt i den 81:a minuten mot Rasmus Alm. I mars 2020 lånades Özgun ut till Akropolis IF.
I augusti 2021 gick Özgun till division 2-klubben Skiljebo SK. Inför säsongen 2024 gick han till Enköpings SK.